# Cooper Sound
Der Cooper Sound ist 1,5 km breite und schiffbare Meerenge, welche Cooper Island von der Südostspitze Südgeorgiens im Südatlantik trennt.
Ihr Entdecker im Jahr 1775 war der britische Seefahrer James Cook. Der Name dieser Seewegs leitet sich von demjenigen der benachbarten Insel ab. Deren Namensgeber ist Robert Palliser Cooper (≈1743–1805), der zum Offiziersstab auf der HMS Resolution bei Cooks zweiter Südseereise (1772–1775) gehört hatte.